# ジェイアール東海バス
ジェイアール東海バス株式会社（ジェイアールとうかいバス）は、名古屋市に本社を置き、名古屋・静岡を中心とした高速バス事業を展開するJR東海グループのバス事業者（JRバスの一つ）である。東海旅客鉄道（JR東海）の完全子会社（連結子会社）。
本社は愛知県名古屋市中川区小本三丁目103番地。ロゴはJR各社共通マークのものをオレンジ色二重線で表したものとなっている。

## 沿革
民営化以前は国鉄バスを参照。
- 1987年（昭和62年）4月1日 - 国鉄分割民営化により、東海旅客鉄道自動車事業部（通称・JR東海バス）となる。
- 1988年（昭和63年）
  - 3月1日 - ジェイアール東海バス株式会社設立[1]。
  - 4月1日 - JR東海からバス事業部門を引き継ぎ、営業開始。
- 1990年（平成2年）4月20日 - 名古屋営業所が移転[5]。
- 2002年（平成14年）
  - 2月1日 - 恵那線廃止（北恵那交通に移管）[6]。中津川営業所は高速線のみの担当となる。
  - 4月1日 - 瀬戸南線のうち岡崎営業所管内を廃止。岡崎営業所は愛知貸切営業所（貸切バスのみ）となる[7]。
  - 10月1日 -天竜線・浜名線（豊橋鉄道および湖西市自主運行バスに移行）・名金急行線・大野線廃止[7]。あわせて遠江二俣営業所・美濃白鳥営業所を廃止し、新居町営業所は静岡貸切営業所（貸切バスのみ）となる[7]。これにより一般路線を運行する支店・営業所は瀬戸支店のみとなる。
- 2004年（平成16年）5月10日 - 本社を名古屋支店内に移転[8]。
- 2005年（平成17年）10月1日 - 愛知貸切営業所、静岡貸切営業所、中津川営業所を廃止。
- 2006年（平成18年）10月1日 - 中部国際空港線廃止。
- 2009年（平成21年）
  - 10月1日 - 愛知県瀬戸地区の一般路線（名古屋ガイドウェイバスの委託路線を含む）をすべて廃止。これにより一般路線バス事業から全面撤退。あわせて瀬戸支店を廃止。静岡地区における貸切バス事業を再開。
  - 12月 - 東海地区で初めて高速バスにハイブリッド車両（日野・セレガハイブリッド）を2両導入[9]。
- 2012年（平成24年）6月1日 - 新東名高速道路経由で名古屋・東京間を結ぶ「新東名スーパーライナー」の運行を開始。
- 2016年（平成28年）4月1日 - 子会社のセントラル・モーター・サービス株式会社を吸収合併。
- 2023年（令和5年）1月11日 - バス車内、きっぷ売場窓口における支払いにQRコード決済を導入[10]。
- 2024年（令和6年）7月 - 高速バスの車内における運賃箱の運用を終了[11][12]。

## 路線
カッコ内は共同運行会社

### 昼行高速路線
- 東名ハイウェイバス（JRバス関東）
  - 新東名スーパーライナー（JRバス関東）
- 名神ハイウェイバス（西日本JRバス・名鉄バス・名阪近鉄バス）
- 京阪神昼特急静岡号
- ひだ高山号（名鉄バス・濃飛乗合自動車）
- 北陸道特急バス（西日本JRバス・名鉄バス・福井鉄道・北陸鉄道）
- 北陸道昼特急名古屋号（西日本JRバス）
- 渋谷・新宿ライナー浜松号（京王バス・遠州鉄道）
- 静岡・渋谷 / 新宿号（京王バス・JRバス関東・しずてつジャストライン） ※旧「渋谷・新宿ライナー静岡号」
- 名古屋ライナー甲府号（山梨交通）

運行経路
名古屋駅（新幹線口）（愛知県名古屋市中村区） - 中央道桃花台（愛知県小牧市） - 中央道瑞浪天徳（岐阜県瑞浪市） - 中津川インター（岐阜県中津川市） - 中央道馬篭（岐阜県中津川市） -  中央道昼神温泉（長野県下伊那郡阿智村） - 上飯田（長野県飯田市） - 高森（長野県下伊那郡高森町)- 中央道小淵沢（山梨県北杜市） - 中央道八ヶ岳（山梨県北杜市） - 中央道長坂高根（山梨県北杜市） - 中央道須玉（山梨県北杜市） - 中央道明野（山梨県北杜市） - 中央道韮崎（山梨県韮崎市） - 中央道双葉東（山梨県甲斐市） - 甲府昭和（山梨県甲府市） - 甲府駅（山梨県甲府市） - 竜王駅（山梨県甲斐市）
路線沿革
- 2003年（平成15年）4月5日 - 山梨交通が運行開始。JR東海バスは運行支援のみ。
- 2006年（平成18年）10月1日 - 中部国際空港線廃止のため同路線と組み合わせた割引きっぷの販売終了。
- 2008年（平成20年）3月1日 - JR東海バスが参入（3往復中1往復を担当）、「名古屋ライナー甲府号」という愛称が付けられる。
- 2010年（平成22年）4月1日 - JR駅みどりの窓口での乗車券発売（取り扱い）開始。
- 2010年（平成22年）12月9日 - 名古屋バスターミナル閉鎖に伴い名古屋駅の乗り場を新幹線口（太閤通口）に変更。
- 2013年（平成25年）12月1日 - 「中央道高森」・「中央道上飯田」バス停への停車を開始（信南交通が予約業務に加わる）。

車両
トイレつきの4列シートで、2010年7月1日より4列ワイドシート（補助席なし）車両で運行。
- 静岡・富士五湖号（富士急静岡バス）
  - 静岡駅 - 清水駅前 - 富士急ハイランド - 河口湖駅

### 夜行高速路線
- ドリームなごや号
- ファンタジアなごや号（京成バス）
- ドリーム静岡・浜松号
- 京阪神ドリーム静岡号（西日本JRバス）
- 瀬戸内エクスプレス名古屋号（JR四国バス・名鉄バス・伊予鉄バス）

運行経路
名古屋駅（新幹線口） - 松茂 - 徳島駅 - 高松中央インターバスターミナル - 高松駅 - 坂出インターバスターミナル - 三島川之江インター - 川内インター - 松山インター口 - 大街道 - 松山市駅 - 松山駅 - JR四国バス松山支店
路線沿革
- 1990年（平成2年）12月14日 - オリーブ号（名古屋駅 - 名神大垣 - 坂出駅 - 高松駅間）運行開始。
- 1993年（平成5年）8月6日〜13日 - 帰省バスとして名古屋駅 - 松山駅間を夜行便で1日1往復運行。
- 1994年（平成6年）7月20日 - 高知駅まで延長運行開始。
- 1998年（平成10年）8月7日 - オリーブ松山号運行開始。当初は徳島道経由（名古屋駅 - 徳島駅 - 阿波池田駅 - 大街道 - 松山駅）だった。これに伴いオリーブ号はオリーブ高知号に改名。
- 2006年（平成18年）1月10日 - オリーブ高知号季節運行便に振り替え。徳島駅経由に経路変更。
- 2006年（平成18年）1月11日 - 経路変更、現在の高松道経由の運行経路となる。同時に使用車両も変更。
- 2007年（平成19年）3月 - オリーブ高知号廃止。
- 2009年（平成21年）10月1日 - 「岩塚駅前」（地下鉄東山線）・「坂出インターチェンジバスターミナル」バス停への停車を開始、「坂出駅」バス停への停車を廃止。レディースシートを新設。
- 2013年（平成25年）10月1日 - 「桑名駅（有楽町）」バス停への停車を開始。
- 2025年（令和7年）4月1日 - 経路変更、瀬戸内エクスプレス名古屋号に改称。ジェイアール四国バス、伊予鉄バス、名鉄バスの4社で共同運行。新たに松山市駅に停車。岩塚駅前、桑名駅前（有楽町）、ゆめタウン高松、坂出インターバスターミナル、天山橋、JR松山支店の各停留所を廃止。また、名鉄バスと伊予鉄バスの共同運行だったオレンジライナーえひめ号も当路線に統合し、名鉄バスセンター、八百屋町（徳島市）、余戸南インター、道後温泉、松山室町営業所、大洲本町、西大洲、八幡浜の各停留所を廃止。

車両
- 運行開始当初は三菱ふそう・エアロクィーン等の29人乗りスーパーハイデッカーが使用されていた。2006年以降は原則として38人乗りダブルデッカー（三菱ふそう・エアロキング）が使用されている。いずれも独立3列シート車トイレ付。スリッパ、毛布サービス。

- 広島ドリーム名古屋号（JRバス中国）
- 北陸ドリーム名古屋号（西日本JRバス）
- 青春大阪ドリーム名古屋号（西日本JRバス）

### 運行支援
以下の路線は名古屋側の予約・発券・運行支援業務のみ行う。
- 出雲・松江・米子ドリーム名古屋号（JRバス中国）

### 廃止・撤退路線

#### 高速路線
- 名古屋 - 松本（名鉄バス・アルピコ交通）
- 箱根ビュー号（伊豆箱根鉄道）

運行経路
名古屋駅・千種駅前・星ヶ丘・名古屋インター - 三島広小路駅・箱根関所跡
路線沿革
- 1990年（平成2年）3月29日 - 運行開始。毎年3月20日〜11月29日までの季節運行で1日2往復運行されていた。
- 1991年（平成3年）5月26日 -  三島広小路駅バス停新設。
- 1993年（平成5年）4月1日 - 撤退。伊豆箱根鉄道は愛称を「伊豆箱根号」に変更の上その後も運行を継続。

車両
- 4列シート34人乗りのスーパーハイデッカーで、JR東海バスは三菱ふそう・エアロクィーンMを使用していた。

- 伊豆スパー号（東海自動車）

運行経路
名古屋駅・千種駅前・星ヶ丘・名古屋インター - 宇佐美駅口・伊東港・伊東温泉・伊東駅路線沿革
- 1990年（平成2年）4月26日 - 運行開始。1日2往復。
- 1991年（平成3年） - 撤退。東海自動車の単独運行となる。

車両
- 4列シート34人乗りのスーパーハイデッカー（三菱ふそう・エアロクィーンM）が使用されていた。

- チボリ号（両備バス） - 2001年（平成13年）12月1日両備バス単独運行化。2022年4月15日以降は「リョービエクスプレス名古屋号」（岡山・名古屋線）という名称で両備ホールディングスと名鉄バスとの共同運行という形で名鉄バスセンターからの発着となり、名古屋駅の発着は取りやめた（JR東海バスは撤退という形となる）。
- ラメール号（京浜急行電鉄→京浜急行バス→京急観光バス）

運行経路
名古屋駅（桜通口） - 栄（オアシス21） - 千種駅前 - 本山 - 星ヶ丘 - （東名高速道路） - （保土ヶ谷バイパス） - 横浜駅東口 - （首都高速道路） - 品川バスターミナル
- JR東海便は足柄SA・三ヶ日ドライブインで休憩。短距離路線のため、到着時間の調整を行う目的で、休憩時間は比較的長めに設定されていた。また、静岡ICで乗務員交代をしていた。
- JR東海バスでは他路線に合わせて下り便を「ラメール1号」、上り便を「ラメール2号」と案内していた（品川延長後は「ラメール横浜・品川号」の名称を用いていた）。

路線沿革
- 1989年（平成元年）3月20日 - 運行開始。京浜急行電鉄との共同運行。
- 2002年（平成14年）10月12日 - 上下とも「栄」バス停への停車を開始。
- 2003年（平成15年）10月1日 - 京浜急行バスとの共同運行となる。
- 2005年（平成17年）10月1日 - 京急観光バスとの共同運行となる。
- 2006年（平成18年）12月3日 - 4列シートから独立3列シートに車両変更。
- 2007年（平成19年）2月1日 - 品川バスターミナル発着に延長、「本山」バス停への停車を開始（下り便の降車のみ）、割引運賃として「早売3」「ネット割」を導入。
- 2007年（平成19年）10月19日 - 上り便が「本山」・「星ヶ丘」バス停への停車を開始。
- 2008年（平成20年）3月15日 - この日の出発便をもって運行終了・廃止。

車両
- 当初は4列シート車を使用していたが、のちに独立3列シート29人乗りのWC付スーパーハイデッカーに変更された。

- しみずライナー（JRバス関東・しずてつジャストライン）
- 伊良湖ライナー号（JRバス関東・豊橋鉄道〈現:豊鉄バス〉）
- いいなかライナー号（信南交通）

運行経路
- 直行便 : 中津川駅 - 淀川 - 三菱工場前 - 中央道馬篭 - 中央道昼神温泉 - 伊賀良 - 飯田駅
- 昼神温泉経由便 : 中津川駅 - 淀川 - 三菱工場前 - 中央道馬篭 - 園原 - 昼神温泉 - 阿智 - 伊賀良 - 飯田駅

路線沿革
- 1998年（平成10年）4月25日 - 1日12往復で運行開始。信南交通と共同運行。
- 1999年（平成11年）7月1日 - 1日11往復に減便。一部便を昼神温泉経由とする。
- 2000年（平成12年）2月1日 - 「セントラルライナー」との接続を重視したダイヤに変更。
- 2003年（平成15年）2月1日 - 1日7往復に減便。信南交通が撤退。昼間の便については特急「しなの」接続となった。
- 2004年（平成16年）10月15日 - 廃止。

車両
- 55人乗りハイデッカー車が使用されていた。

- 東名名神直通バス
- 中部国際空港線
  - 2006年10月 - 廃止。
- オリーブ高知号（JR四国バス）
- レインボー号（九州旅客鉄道）
- 新宿ライナー三河・なごや号（JRバス関東）
- ドリームなごや・新宿号（JRバス関東）
- ドリームなごや・三河号（JRバス関東）
- 金城ふ頭名古屋号
  - 浜松駅→東名浜名湖→東名豊川→東名本宿→金城ふ頭駅→名古屋駅
  - 2017年（平成29年）7月15日運行開始（週末等特定日の下り1本のみ運行）[22]。
  - 2021年（令和3年）2月1日廃止[23]。

・中部国際空港 - 金城ふ頭駅 - レゴランド・ジャパン・リゾート
2017年（平成29年）4月1日運行開始（土日祝日および特定日運行）。2018年（平成30年）4月28日より一部便をレゴランド・ジャパン・リゾートに延伸
- ドリーム知多号（JRバス関東）
  - 2019年（令和元年）6月1日、運行開始。
  - 2025年（令和7年）1月16日、ファンタジアなごや号に統合され廃止。
- 中央ライナーなごや号（JRバス関東）

#### 一般路線
JR東海から独立した当初は、瀬戸・岡崎・美濃白鳥・中津川・遠江二俣・新居町に各営業所があり、一般路線バスを運営していた。もともと鉄道先行路線であるなど収支状況は極めて悪く、2000年以降順次廃止が進められてきた。
2009年（平成21年）9月30日をもって、一般路線バス事業から全面撤退した。
- 名古屋空港線

廃止された路線
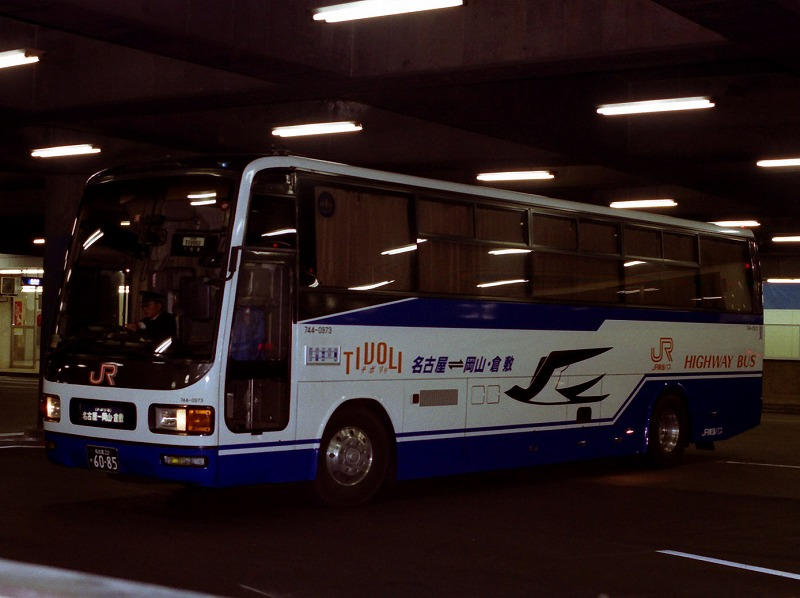
チボリ号
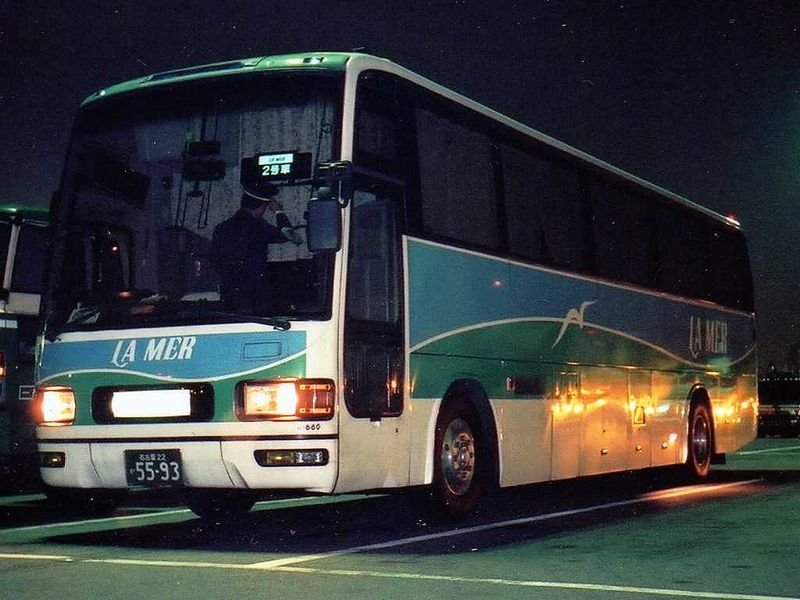
ラメール号
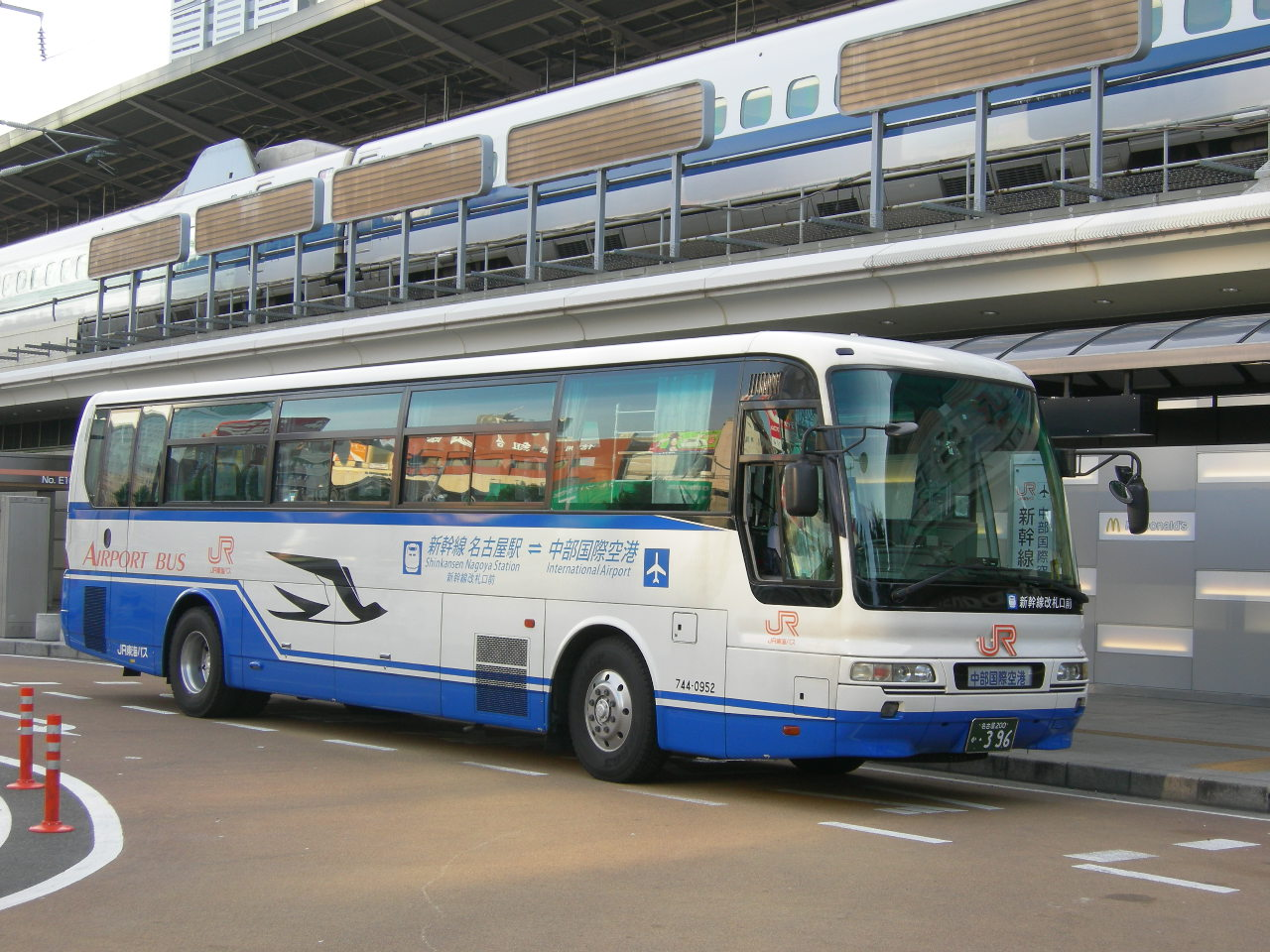
中部国際空港線
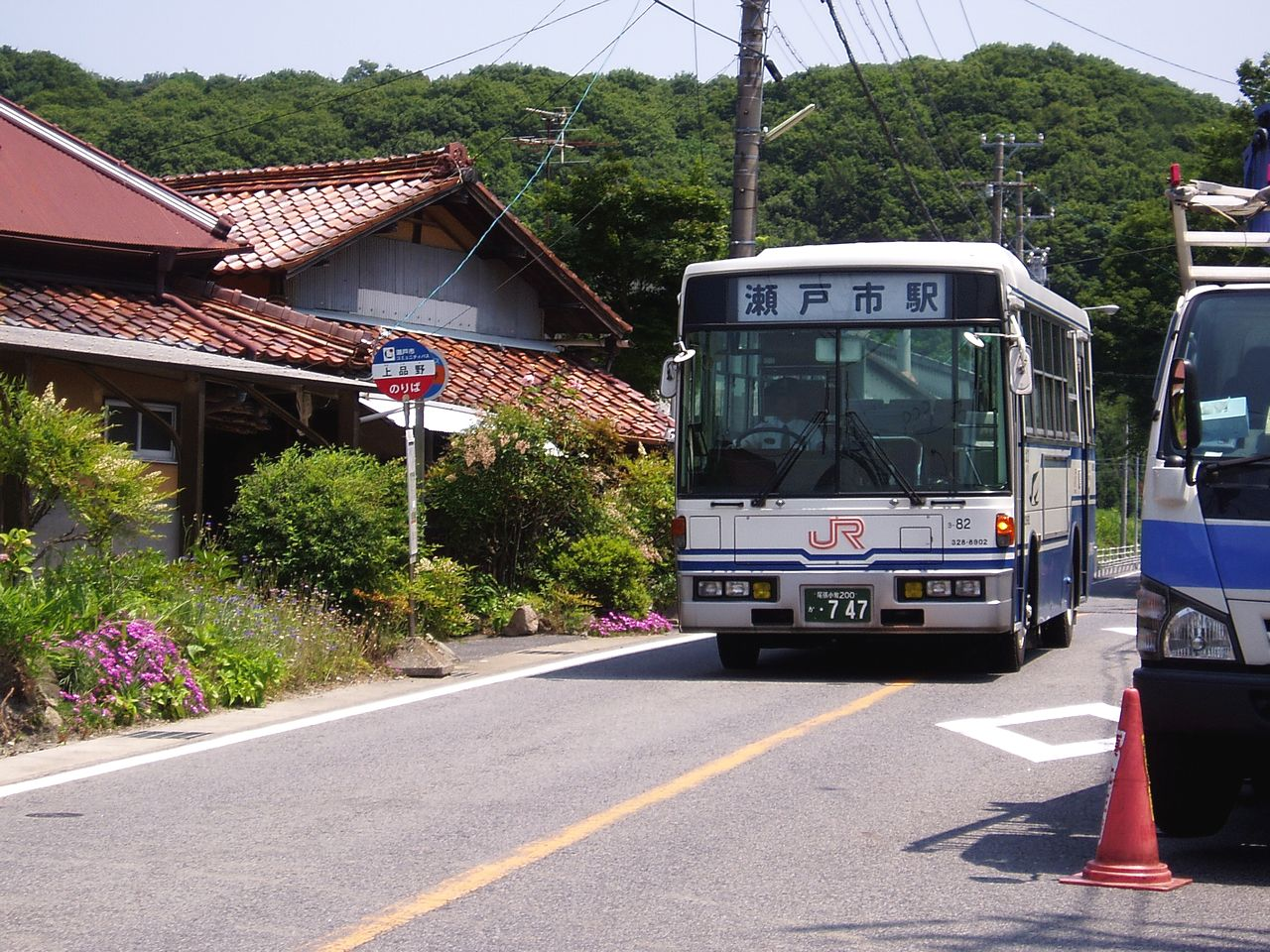
名金急行線
名古屋駅・岐阜駅 - 美濃白鳥 - 北濃 - 正ヶ洞 - ひるがの高原 - 牧戸 - 荻町 - 鳩ヶ谷
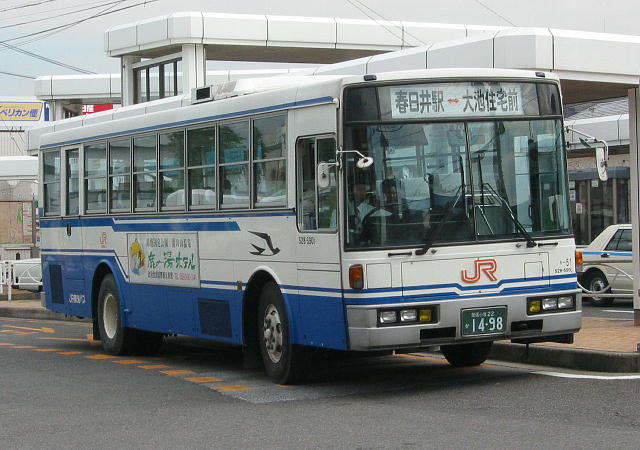
瀬戸北線
瀬戸市駅・瀬戸駅前 - 品野 - 下半田川 - 多治見駅・上半田川 - 榎戸・品野本町 - 岩屋堂温泉
下半田川 - 多治見駅は東濃鉄道に路線移譲
- 中馬線
上品野口 - 名学大前・上品野 - 片草
上品野口 - 名学大前は沿線住民に限り、名古屋学院大学のスクールバス（運行はエムケイ）が代替利用できる。その名古屋学院大学のスクールバスは2001年までJR東海バスが運行を受託（特定輸送）していた。
現在は名鉄バスが新瀬戸駅・瀬戸駅前 - 品野 - 上品野口 - 上品野（品野以降は一部のみ）を瀬戸北線として運行。
- 瀬戸西線
名古屋駅 - 大曽根 - （志段味支所前） - 乗馬倶楽部前・中志段味 - 高蔵寺・公民館前 - すみれ台 - ききょう台・水野支所前 - 曽野稲荷前・中水野（現、ふじの台） - 鹿乗 - 高蔵寺・押沢台口 - 外之原 - 尾張細野・大池住宅前 - 造形大（大曽根 - 乗馬倶楽部前・中志段味 - 高蔵寺は名古屋ガイドウェイバスが運行） / 押沢台5丁目 - 植物園
- 瀬戸南線
岡崎駅 - 三河上郷駅・東名岩津
三河上郷駅 - 新安城駅 - 三河安城駅 / 瀬戸記念橋 - 南山学園
現在名鉄バスが岡崎駅〜三河上郷駅・東名岩津間を運行
- 瀬戸循環線
瀬戸市駅 - 水野団地
名鉄バスが水野循環線として引き継いでいる。
- 春日井線
春日井駅 - 大池住宅前
名鉄バスが東野線として引き継いでいる。
- 玉野台循環線
高蔵寺駅 - 玉野台団地
名鉄バスが玉野台循環線として引き継いでいる。
- ゆとりーとライン
大曽根駅 - 瀬戸みずの坂
ゆとりーとラインの瀬戸みずの坂線は路線自体が廃止された。
- 大野線
美濃白鳥駅 - 九頭竜湖駅（越美線の連絡線）
- 天竜線
もともと遠鉄バスの路線だったものを譲り受けた。撤退時に再び遠鉄バスに移管され北遠本線という路線になり、現在は浜松市自主運行バスとして水窪タクシーが運行している。
- 西天竜線
天竜線と一体で運行されていた。天竜市営バスが引き継ぎ、市町村合併により現在は浜松市自主運行バスとなっている。
- 浜名線
  - 新居町駅 - 大倉戸口 - 白須賀 - 一里山 - 神鋼電機前 - 二川駅 - 岩屋観音 - 豊橋駅
  - 白須賀 - 鷲津駅
一里山 - 豊橋駅を豊鉄バスが二川線として引き継いでいる（一里山 - シンフォニアテクノロジー〔旧・神鋼電機前〕は平日のみ運行）。新居町駅 - 大倉戸口は新居町自主運行バス[当時]（遠鉄に委託）が引き継ぎ、白須賀・鷲津地区を湖西市自主運行バス（遠鉄に委託）が引き継いだが、新居町の湖西市編入で、新居町駅 - 大倉戸口、白須賀・鷲津地区ともに湖西市自主運行バス（遠鉄に委託）となった後、路線再編されコーちゃんバスとなっている。この路線の廃止により、湖西市と豊橋市を結ぶ路線バスは全てなくなった。
  - 神鋼電機前 - 二川駅 - 東山口 - 豊橋駅
浜名線撤退時に豊鉄バスに引き継がれずに系統廃止。その後、東山口周辺の公共交通の利便を図るため地域生活バス東部東山線が開設された。
  - 新居町駅 - 大倉戸口 - 白須賀 - 一里山 - 神鋼電機前 - 荒古 - 岩屋観音 - 豊橋駅
二川地区で国道1号線経由の系統。浜名線完全撤退前に廃止。
  - 浜名湖競艇場 - 豊橋駅
競艇観客輸送路線。浜名線完全撤退前に廃止。
- 恵那線
北恵那交通に路線を移譲。

- 廃止された路線
- チボリ号
- ラメール号
- 中部国際空港線
- 瀬戸北線
- 瀬戸西線

##### 乗車カード
回数券が販売されていたものの、ジェイアール東海バスの一般路線に使える乗車カードは無かった。また、TOICAも使用できなかった。ただし、車内には、挿入口が塞がれた磁気カード読み取り機が設置されていた。

## 支店
- 名古屋支店
  - 所在地：名古屋市中川区小本3丁目103
    - 名古屋ナンバー
- 静岡支店
  - 所在地：静岡市駿河区中村町428-1
    - 静岡ナンバー
- 浜松基地
  - 所在地：静岡県浜松市中央区
    - 浜松駅発着便が折返し駐車する場所である。夜間滞泊する車両もある。

かつては、上記の他に東から遠江二俣、新居町（以上静岡県）、岡崎、瀬戸（以上愛知県）、美濃白鳥、中津川（以上岐阜県）に支店・営業所が存在した。

## 車両

### 概説
2020年現在では、日野（ジェイ・バス）・三菱・スカニアの3社製の車両を保有している。
国鉄バス時代は、中部地方自動車局時代から日産ディーゼル（現・UDトラックス）の車両が多く、国鉄専用型式も日産ディーゼル車は名古屋に集中配置されていた。また国鉄バス末期に、民営化を視野に入れて導入したスーパーハイデッカーも日産ディーゼル車であり、一般路線から撤退までずっと一般路線車については日産ディーゼル車が多かった。日産ディーゼル製シャーシに架装される車体は、全車富士重工業製であり、西日本車体工業に集約後の日産ディーゼル車は導入されなかった。いすゞ車の導入は、民営化後は貸切車を除いて少数に留まっている。
高速バス業務の拡大に伴い三菱車が増備され、一般路線にも導入されたが、路線縮小に伴い、一般路線撤退前にすでに三菱の一般路線車は全廃されていた（名古屋ガイドウェイバス所有の車両を除く）。高速バス車両でも1999年以降は日野車の比率が増加し、一時期日野が最大勢力となっていた時期もあった。2011年からは三菱ふそう・エアロエースも導入されている。輸入車はボルボ・アステローペが少数（2両）在籍したことがあるのみであったが、バリアフリー対応のエアロキングの置き換えとして、2019年度 - 2020年度にスカニア・J-InterCityDD が6台導入される予定で、JR東海バス公式InstagramやFacebookで納車の様子などが紹介されている。
2009年9月30日まではゆとりーとラインの運行にも携わっており、瀬戸支店が専用車の運転・整備を名古屋ガイドウェイバスより受託していた。
2009年9月30日の一般路線全廃後、一般路線車は後述するように他社へ譲渡されるか廃車となっているが、2005年の愛・地球博開催時に万博八草駅から長久手・瀬戸両会場へのシャトルバス用車両として導入されたハイブリッドノンステップバス（日野ブルーリボンシティハイブリッド）のみ、引き続き登録されている。この車両は瀬戸支店廃止後に名古屋支店に転属し、愛知工業大学のスクールバス <八草駅 - 愛知工業大学間> として継続使用され、2022年3月5日に開催されたバスファン向けの撮影会を最後に引退した。後継車は名鉄バスより移籍した三菱ふそう・エアロスター（ワンステップバス）が充てられている。
車体側面には高速車が「HIGHWAY BUS」、貸切車は「TOKAI BUS」のロゴが入れられている。

現行の車両
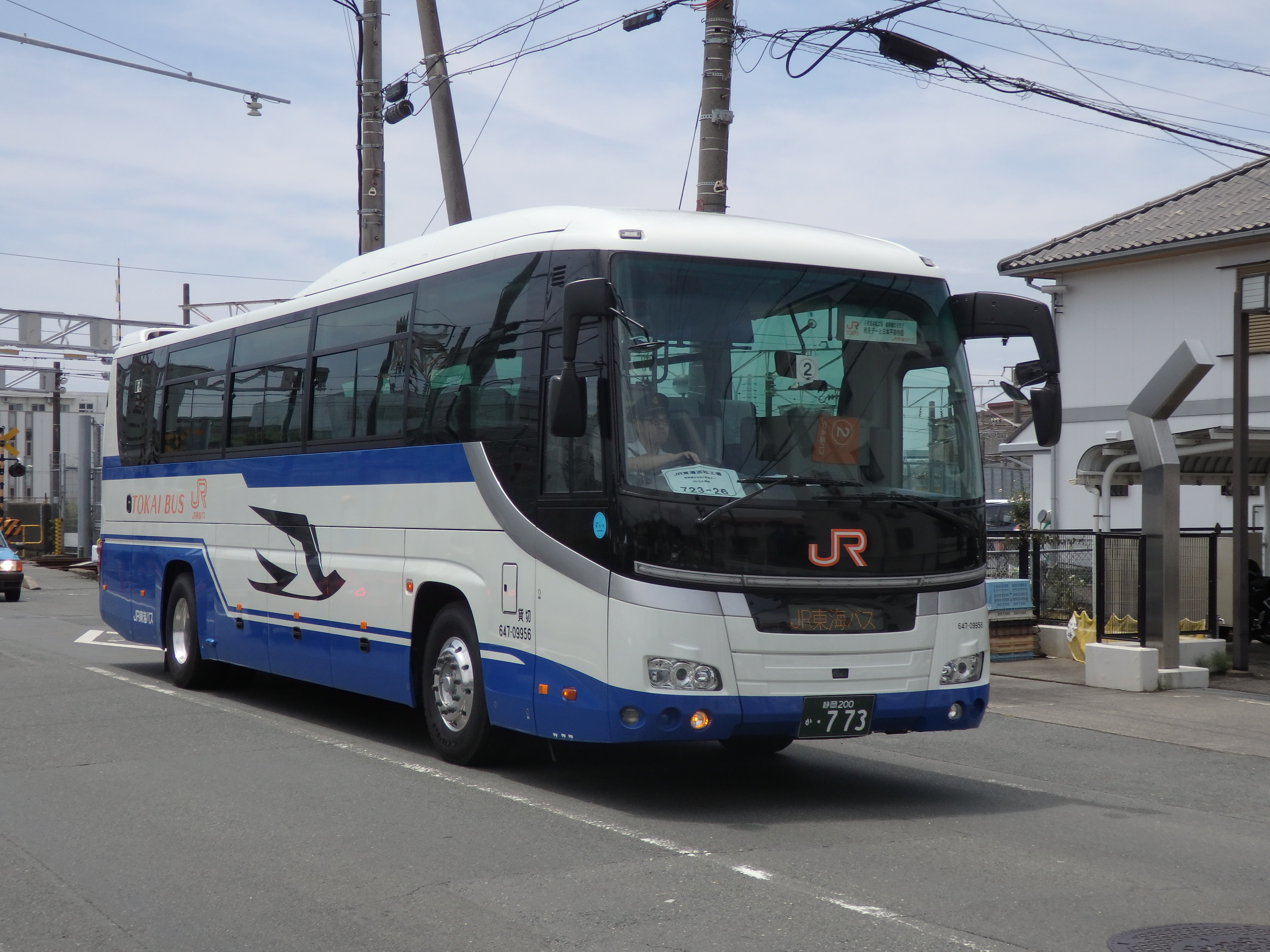
日野・セレガ貸切仕様車 PKG-RU1ESAA 647-09956
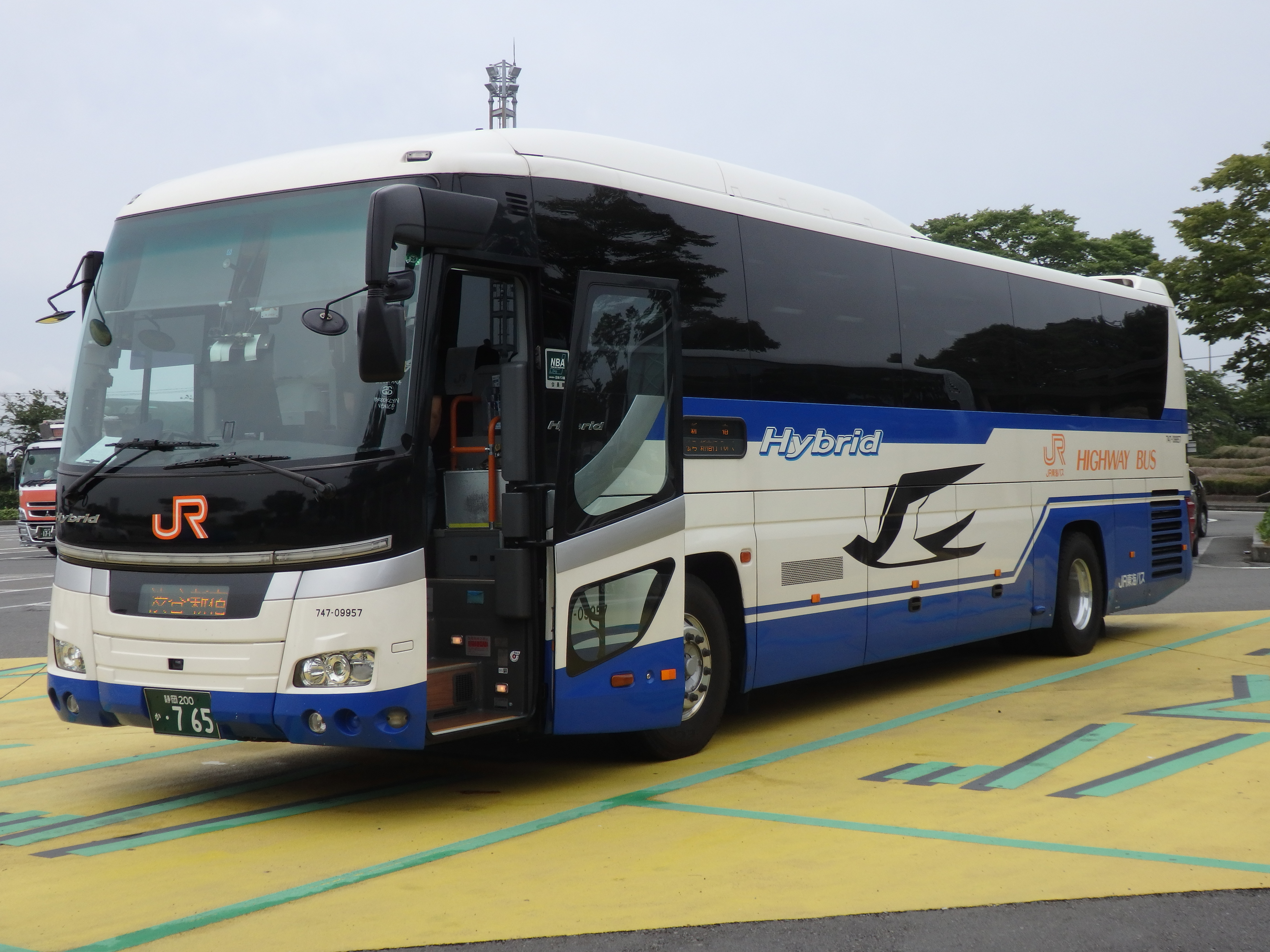
日野・セレガハイブリッド BJG-RU1ASAR 747-09957
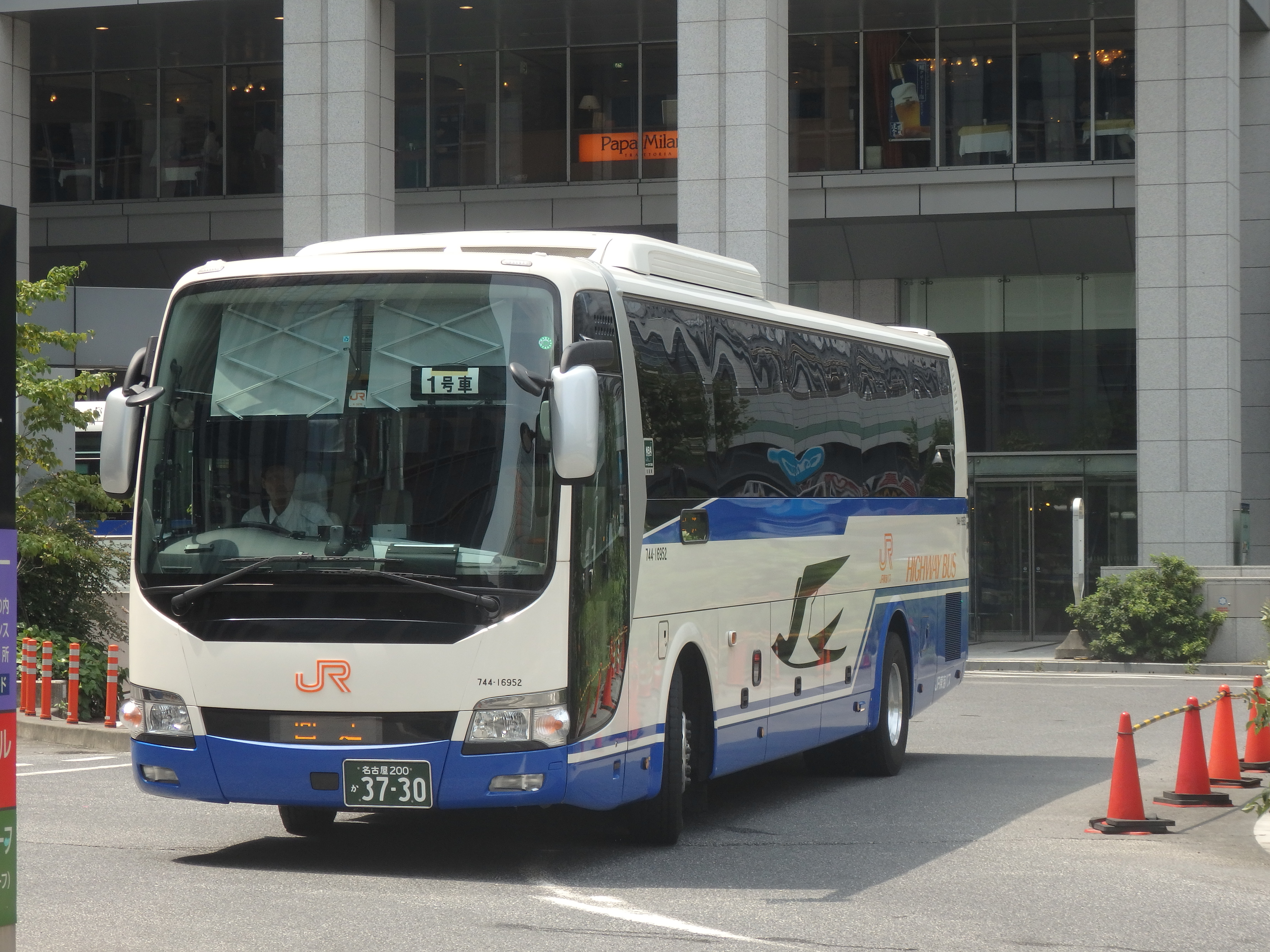
三菱ふそう・エアロエース QTG-MS96VP 744-16952
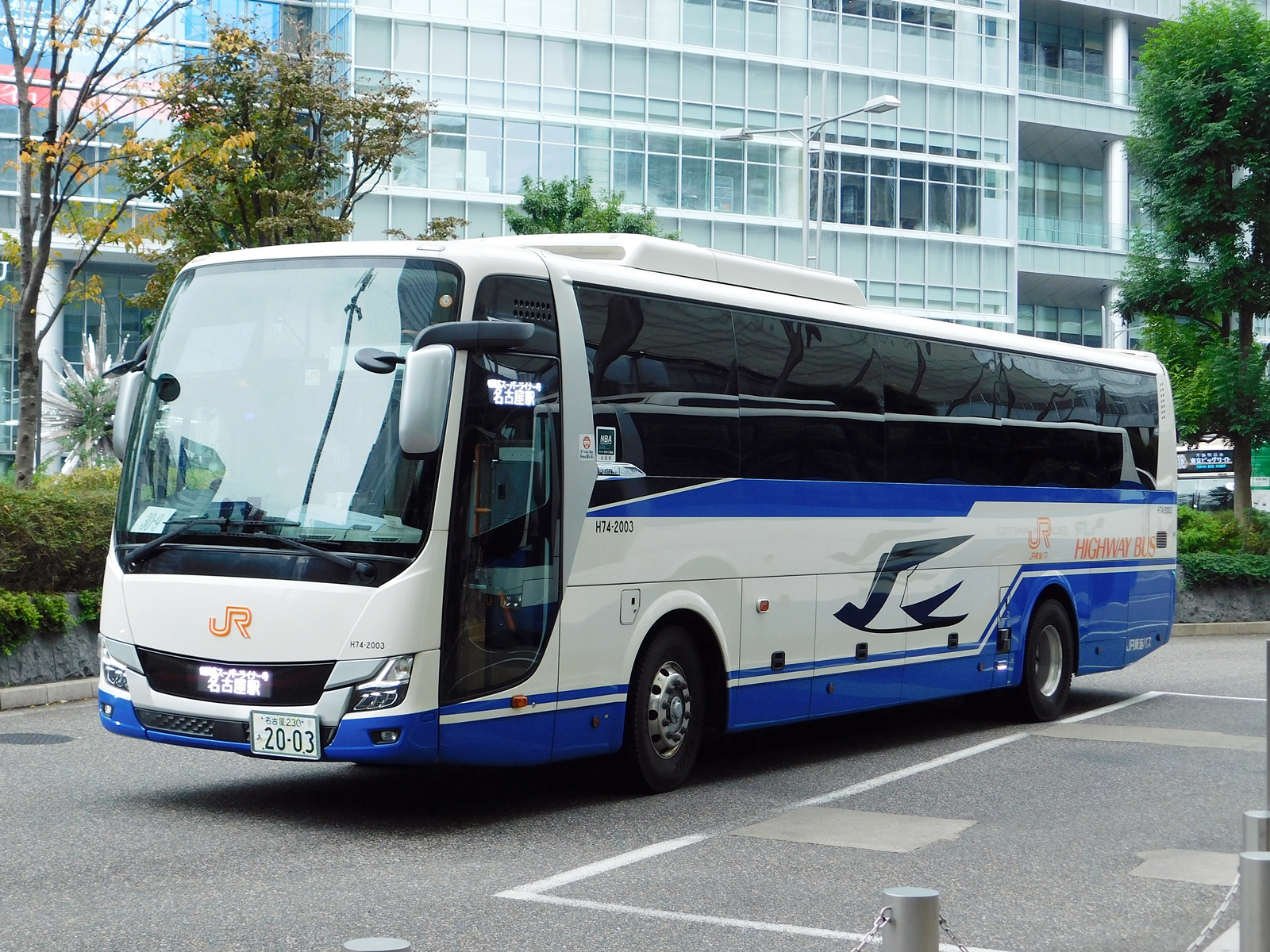
三菱ふそう・エアロエース 2TG-MS06GP H74-2003
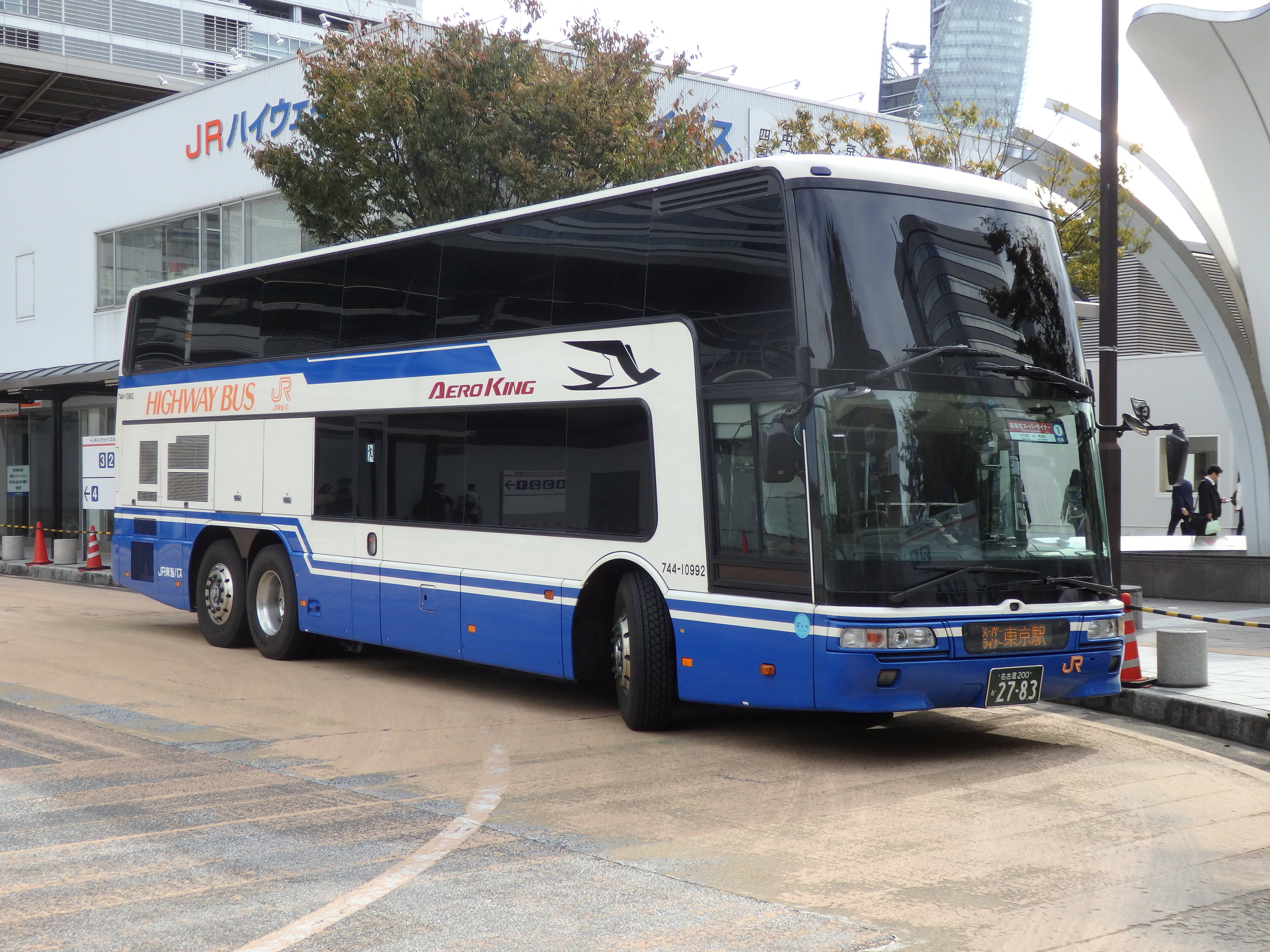
三菱ふそう・エアロキングビジネスシート・3列デラックスシート車 BKG-MU66JS 744-10992
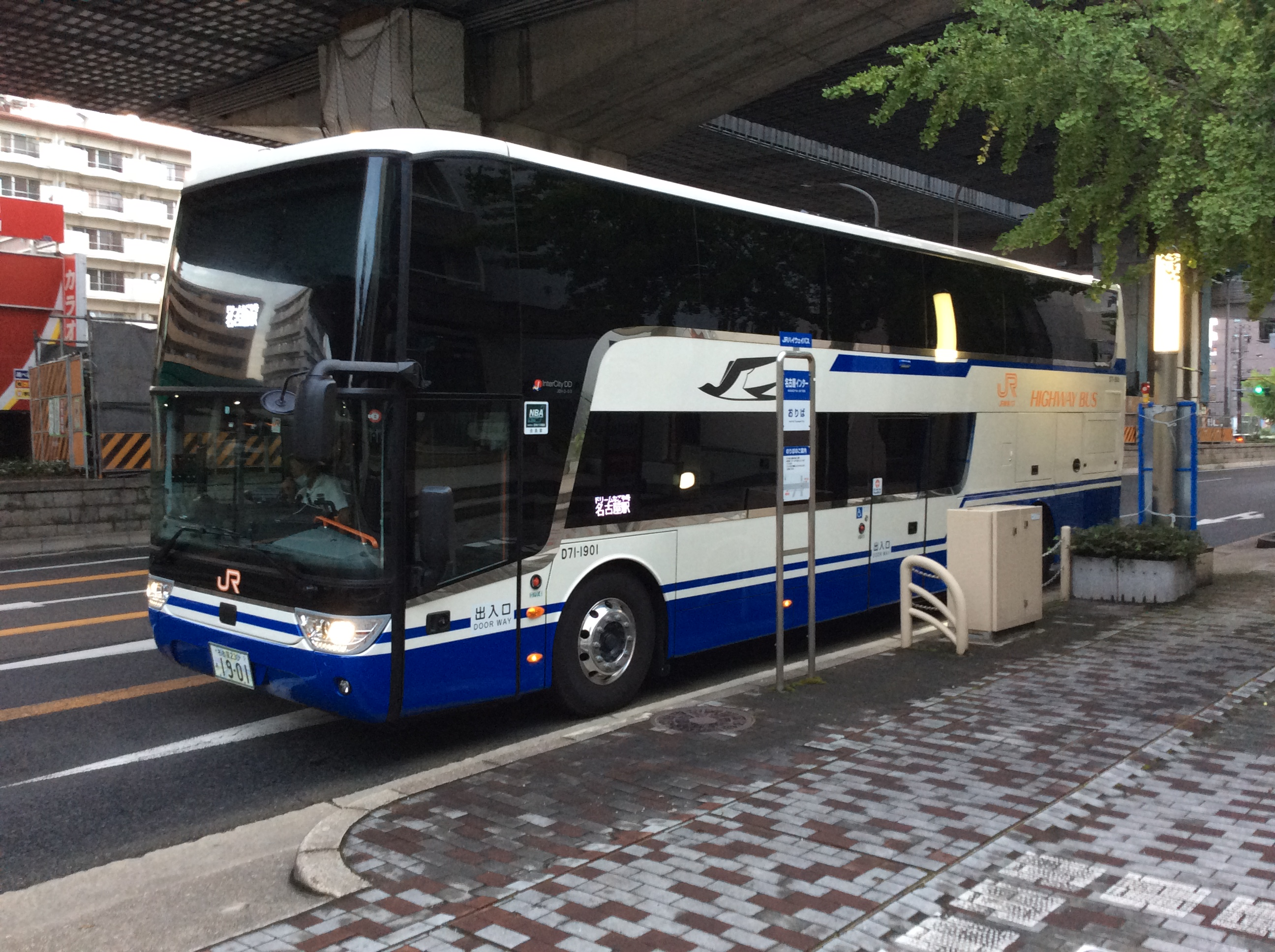
スカニア・J-InterCityDD TDX24 D71-1901
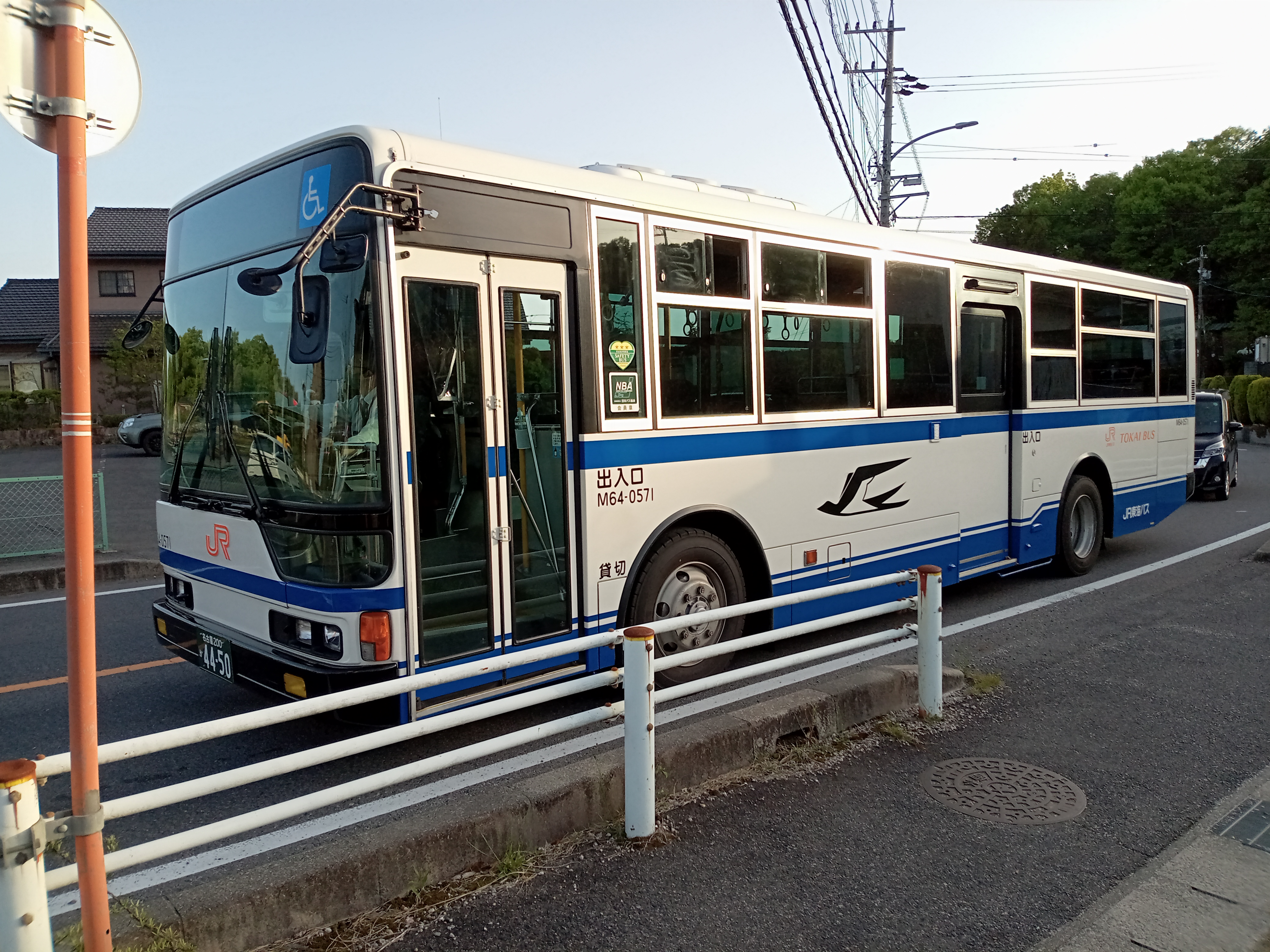
三菱ふそう・エアロスター（貸切登録） KL-MP35JM （名鉄バスからの移籍車） M64-0571

過去の車両
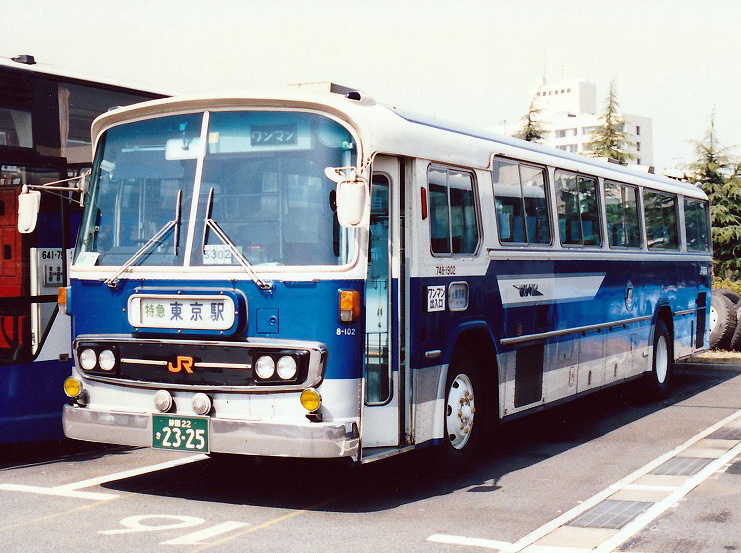
日産ディーゼル 国鉄専用型式 K-RA60S 748-1902
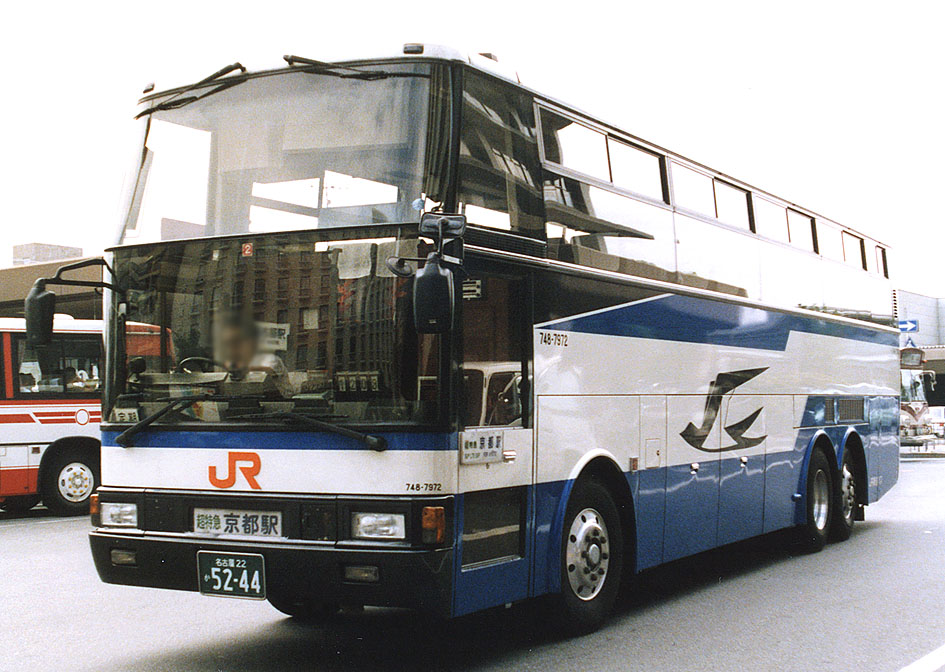
日産ディーゼル・スペースウィング P-DA67UE 748-7972
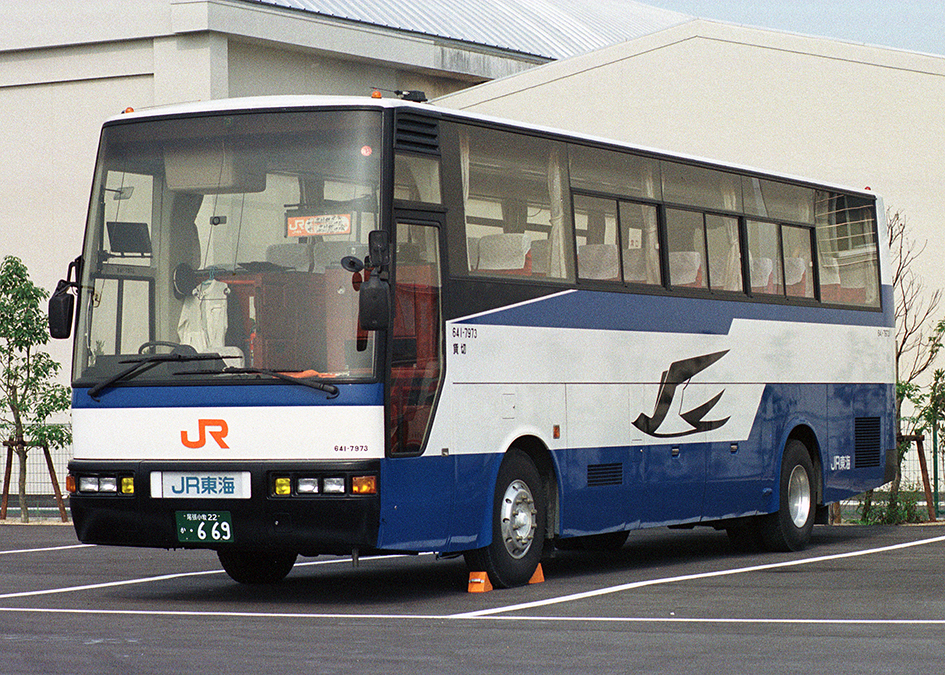
いすゞ・スーパークルーザーSHD P-LV719R 641-7973
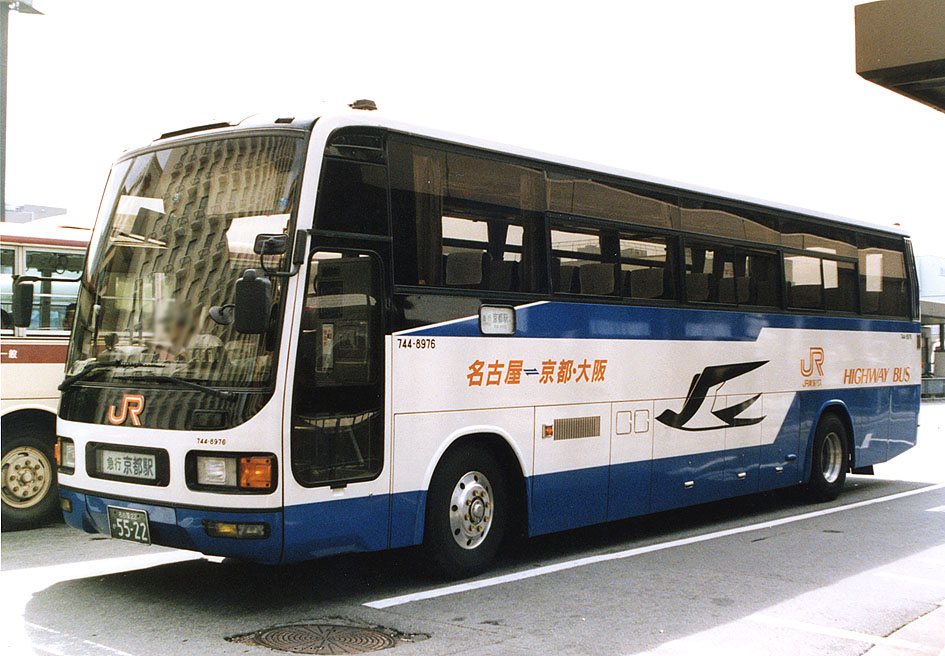
三菱ふそう・エアロクィーンM P-MS729S 744-8976
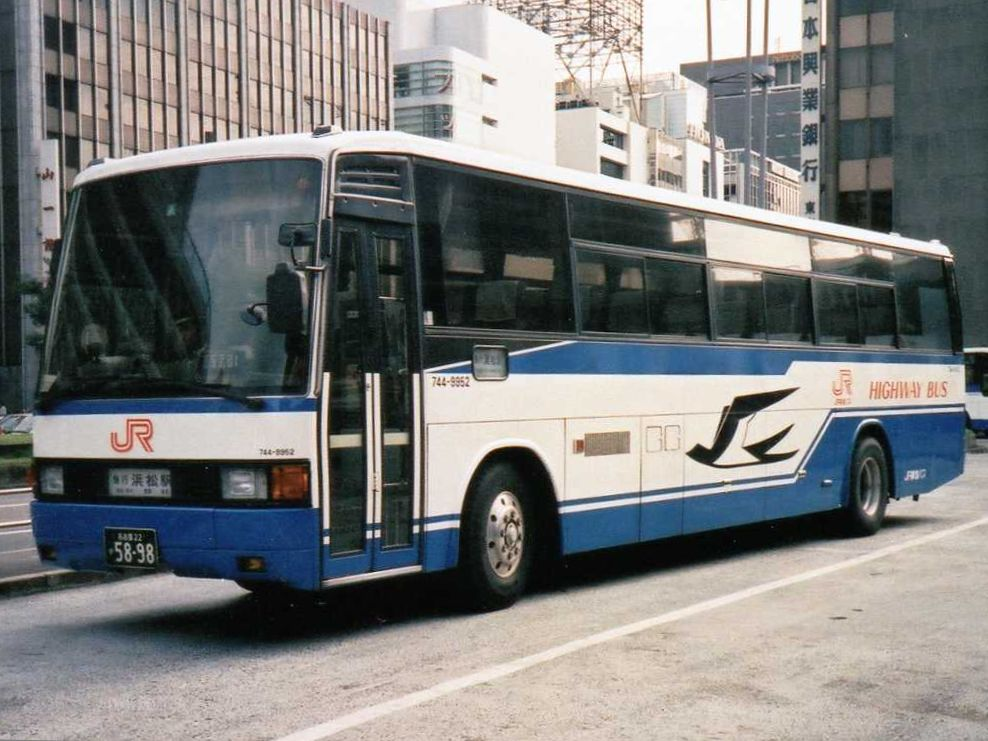
三菱ふそう・エアロバス P-MS729SA改 744-9952
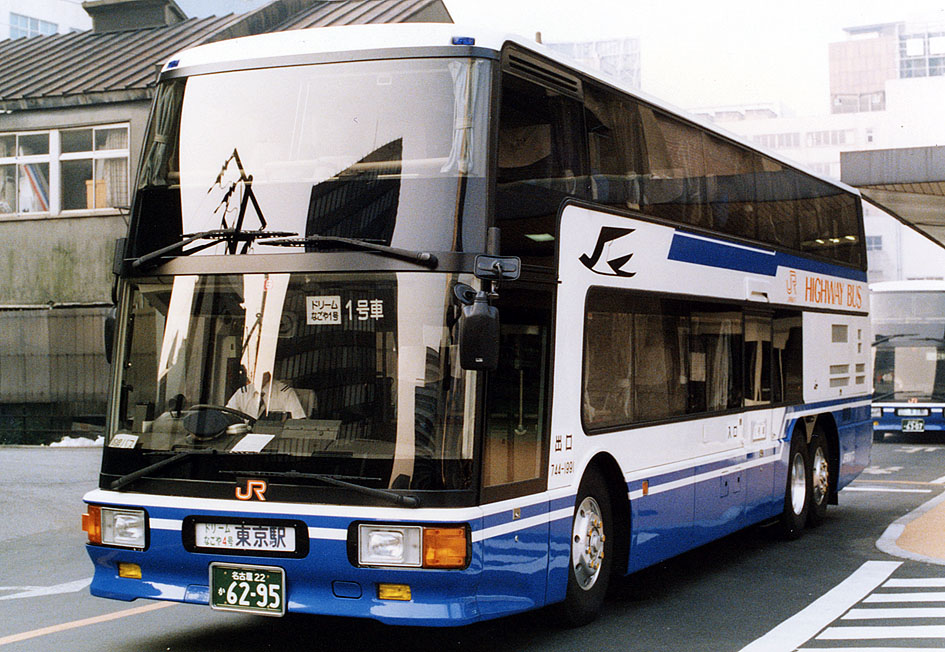
三菱ふそう・エアロキング U-MU525TA改 744-1991
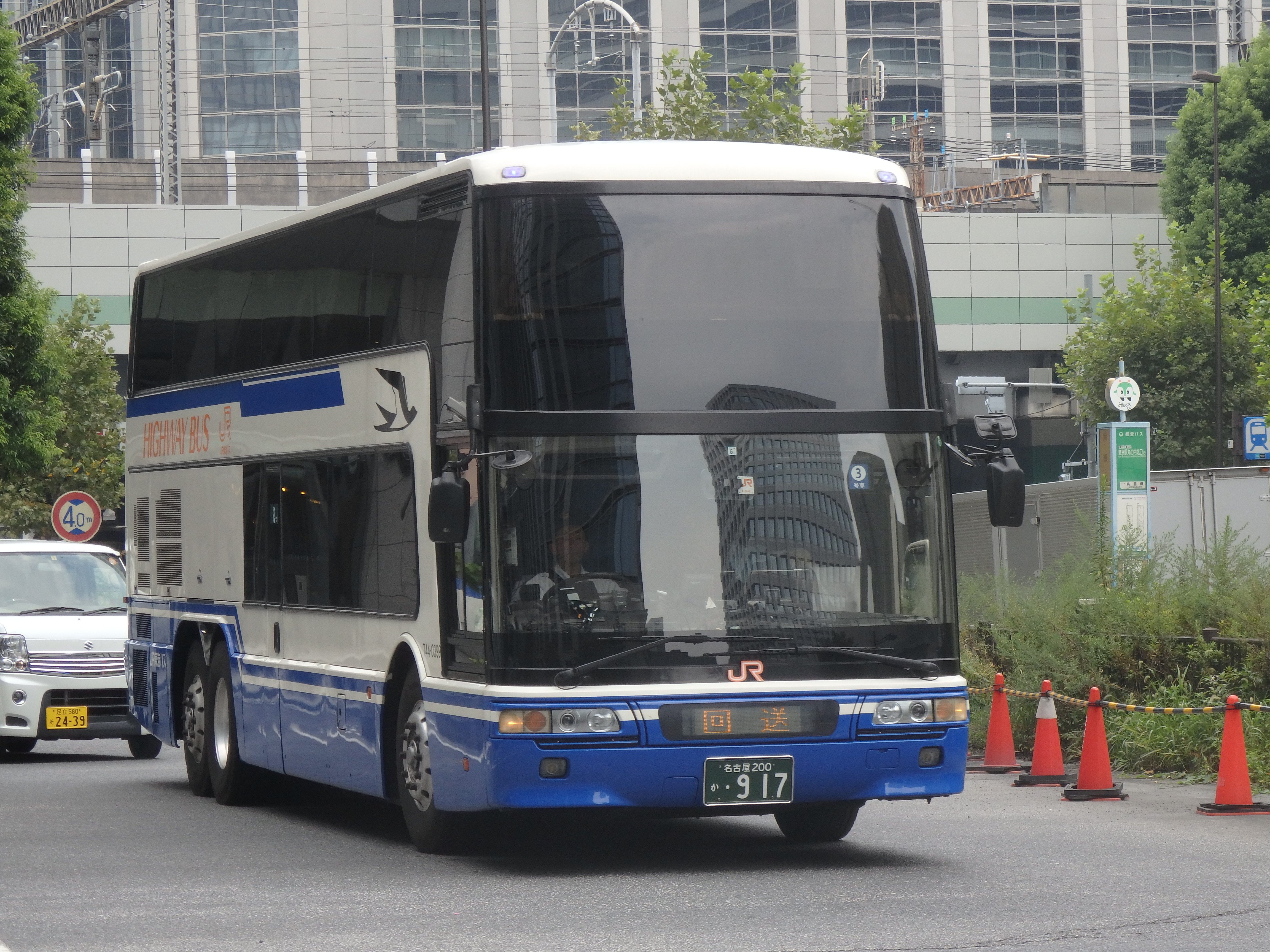
三菱ふそう・エアロキング3列スタンダードシート仕様車 MU612TX 744-03991
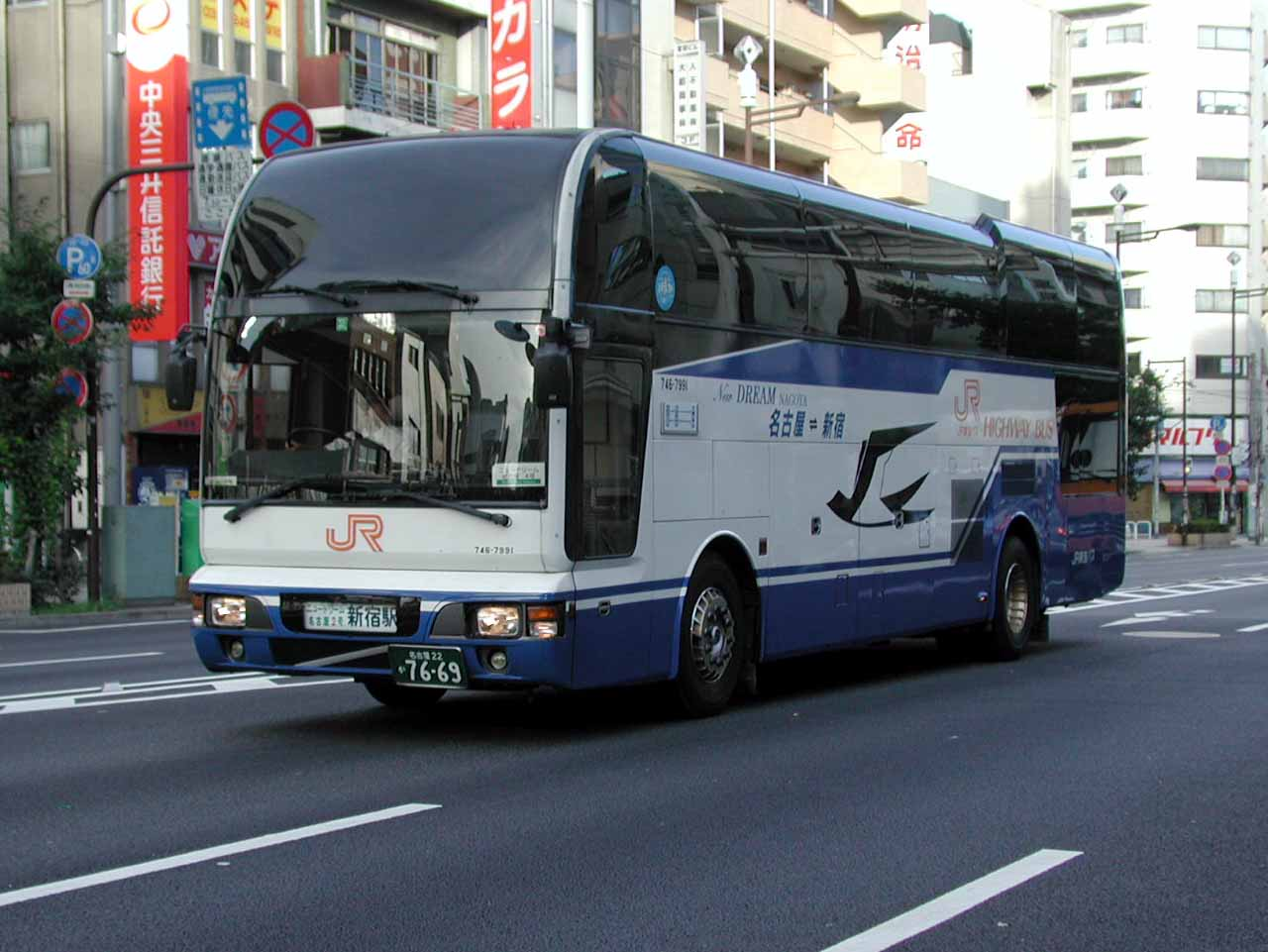
ボルボ・アステローペ KC-B10MD 746-7991
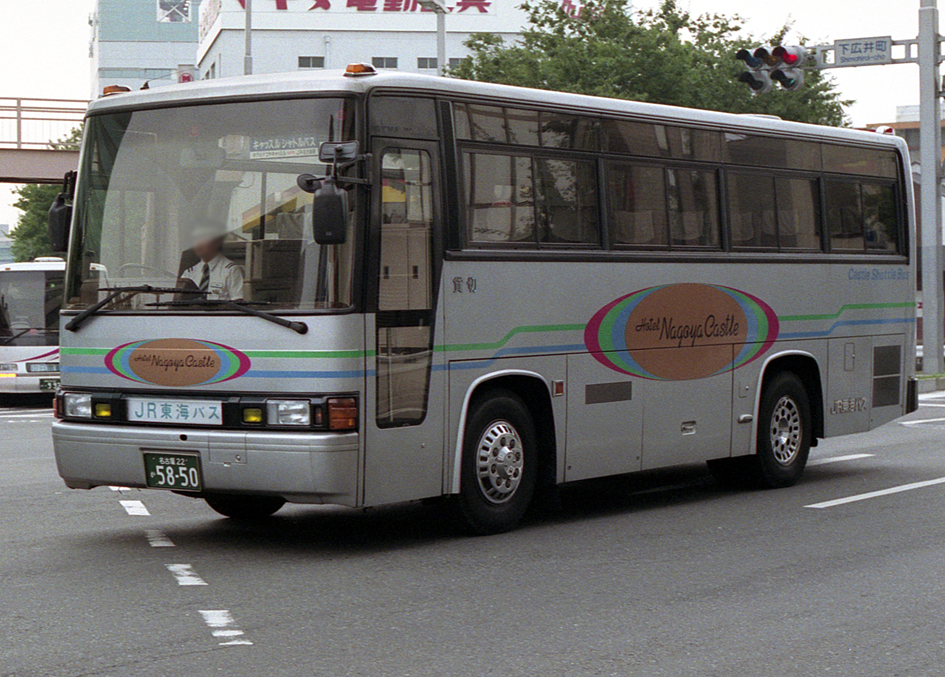
日野・ブルーリボン P-RU192A
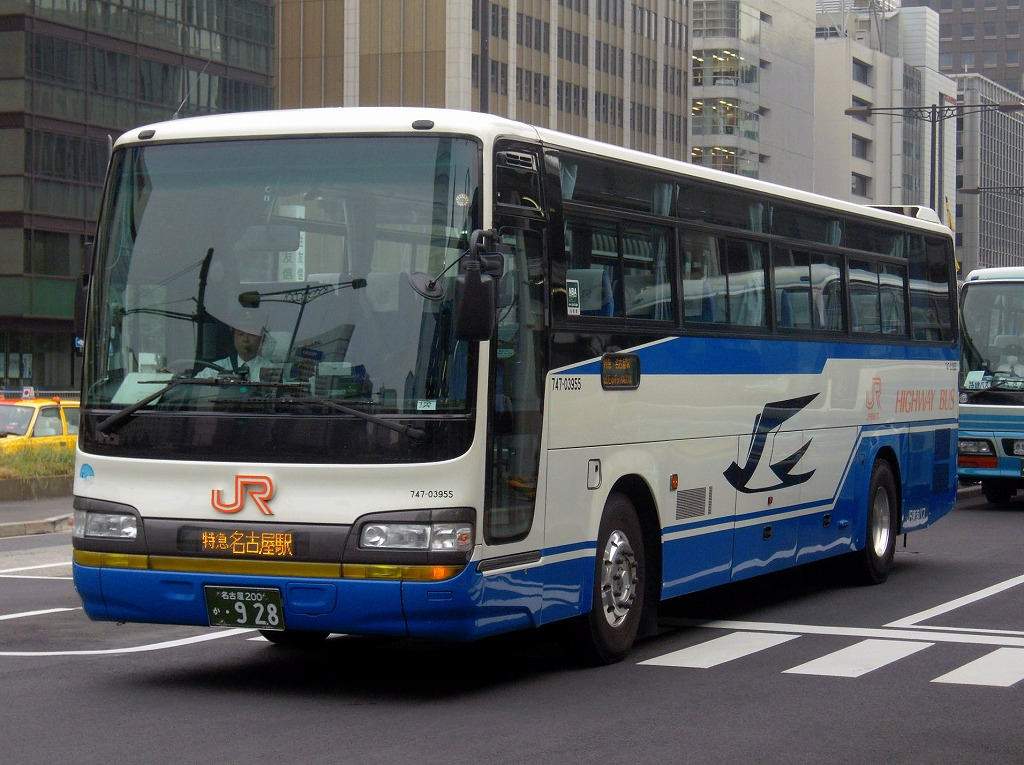
日野・セレガR KL-RU4FSEA 747-03955
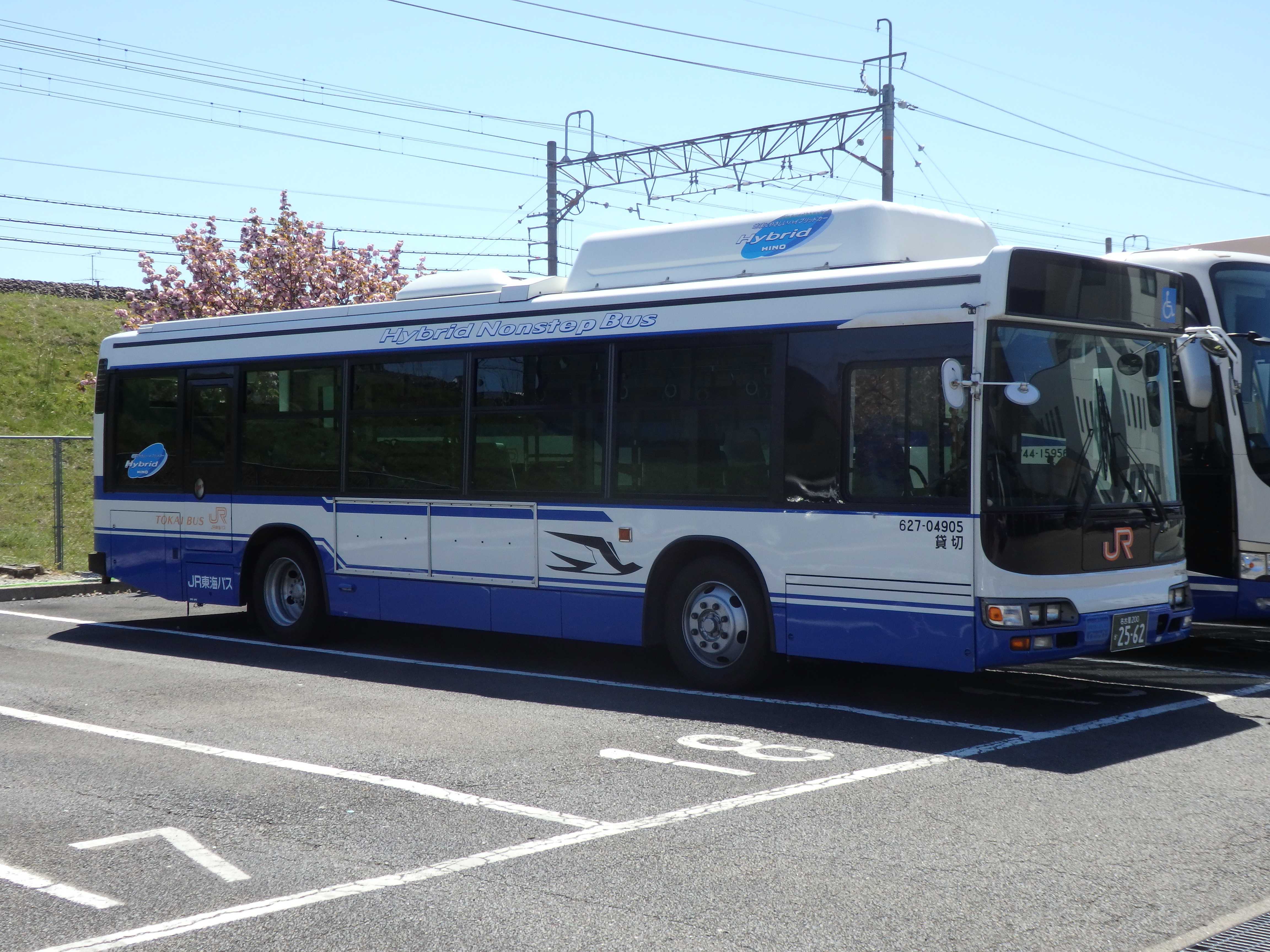
日野・ブルーリボンシティハイブリッド 627-04905

### 車両称号
国鉄バスの附番法則を使用していたが、2001年以降は番号の重複が発生する可能性が生じ、年式記号が2桁になっている。またスカニア・J-InterCityDDが納車される以前の唯一の輸入車であったボルボ・アステローペについては車体が富士重工業製であることから、長らく使用されていなかった「6」を使用していた。
また、貸切車は車両の大きさを問わず車種を「6」としている。
| 7    | 4    | 4        | - | 03   | 9    | 91       |
| ---- | ---- | -------- | - | ---- | ---- | -------- |
| 車種 | 形状 | メーカー |   | 年式 | 装備 | 固有番号 |

- 車種
1…室内長6,500mm未満かつ室内高1,800mm未満（マイクロバス）
2…室内長7,200mm未満（中型バス）
3…室内長7,200mm以上7,800mm未満（中型バス）
4…室内長7,800mm以上8,600mm未満（大型ショート系）
5…室内長8,600mm以上（大型バス）
6…貸切車（車両寸法は不問）
7…高速車
- 座席
1…横向き座席
2…混合（半分以上が前向き）
3…前向き座席
4…リクライニングシート
- メーカー
1…いすゞ
4…三菱
6…富士重工（アステローペ）
7…日野
8…日産ディーゼル
- 年式
  - 西暦の下1桁。ただし1桁で番号重複となる場合は2桁。
- 装備
4…冷房・板ばね
9…冷房・空気ばね
- 固有番号
  - 前5 - 6桁毎の連番

上記の法則により、「744-03991」は「リクライニングシート装備の高速車で三菱製、製造年はxx03年で冷房・空気ばね装備の車両」における91号車ということになる。
なお2019年度末より導入されたスカニア・J-InterCity DD以降の新車は、車両称号のルールが変更されている。
| D    | 7    | 1        | - | 19   | 01       |
| ---- | ---- | -------- | - | ---- | -------- |
| 種類 | 車種 | メーカー |   | 年式 | 固有番号 |

- 種類[30]
D…ダブルデッカー
H…ハイデッカー
S…スーパーハイデッカー
M…11m以下
- 車種[30]
6…貸切車
7…高速車
- メーカー（いすゞ・スカニア製は座席配列で区分）
1…いすゞ・スカニア[注釈 10]製3列シート
2…いすゞ・スカニア製4列シート
4…三菱
7…日野
- 年式[30]
  - 西暦の下2桁。
- 固有番号[30]
  - 前5桁の連番で高速車が「00～69」、貸切車が「71～99」

なお、2001年まで行っていた特定輸送用の車両は、一般路線用を転用した車両を除きこの法則は適用されず、メーカー記号と登録番号を記していた。例えば、日野車で「名古屋22か752」であった場合、「7-752」と表記していた。

### 他社への譲渡
前述のとおり、同社の一般路線バス事業からの撤退に伴い、余剰となった車両については他事業者に譲渡されて引き続き使用されている。
譲渡先はジェイ・アール北海道バスのほか、北海道中央バス・茨城交通・北陸鉄道グループ・東濃鉄道・北恵那交通・関鉄グリーンバスなどのJRグループ以外の事業者にも譲渡されている。
2010年にはジェイアールバス関東土浦支店に日野・ブルーリボンシティハイブリッドノンステップバスを3台譲渡している。
これとは逆に、先述の通り貸切登録されていた日野・ブルーリボンシティハイブリッドの置き換えに、三菱ふそう・エアロスターの中古車（元名鉄バス）が導入された（中古車の導入は当社としては初）。

## 事件・事故
- 「中央ライナー」飲酒運転
2002年7月7日、名古屋駅発新宿駅行きの「中央ライナー4号」において、中央自動車道談合坂サービスエリアにて一般車両と接触する事故が発生した。山梨県警察が当該便の乗務員を事情聴取した際に酒気帯び運転であることが発覚、乗務員は道交法違反の現行犯で逮捕されるという不祥事となった[31]。本線上でも異常な運転がみられ、当該便の乗客が携帯電話の電子メール機能を利用して、外部へ危険を知らせていた。国土交通省ではこの件に対する処分として、「中央ライナー」「ニュードリーム名古屋号」については2002年8月26日から75日間の運行停止という処分を行なったが、これはそれまでの処分としては最長期間の処分となった[32]。運行停止期間中はJRバス関東が同路線を運行。
- 東名高速線逆走等
2003年11月5日、名古屋駅発東京駅行きの東名高速線において、吉田インターチェンジ（料金所付近に東名吉田バスストップを併設）を誤って通過し、本線から上り進入路へ路肩を300メートルにわたって逆走、乗務員は道交法違反で検挙されるという不祥事となった[33]。その後の調査で、当該乗務員が過去に無免許での運転を行なっていたことが判明、また他の乗務員が大阪市内で一方通行の逆走を行なっていたことなどが判明したことから、国土交通省では2003年11月18日に名古屋支店の特別監査を行なった[33]。また、本件を受けて、社長と総務部長が辞任[34]、常務・乗務員に対して減給や出勤停止の社内処分が行なわれた[34]。
また、2009年8月27日には名古屋と西船橋を結ぶ深夜高速バスが、横浜市の自動車専用道路の出口を誤って通過し、路肩を約200メートルにわたってバックで逆走したと報じられた[35]。
- バスジャック事件（テロ行為）
2008年（平成20年）7月16日 名古屋駅発東京駅行の東名高速線18便「スーパーライナー号」が東名高速道路を走行途中、山口県宇部市の14歳の中学2年生の少年にバスジャックされた[36]。その中学生は美合パーキングエリアで身柄を確保され、乗客・乗務員（運転手）・車両などは無事だった
- バス火災
2017年（平成29年）9月9日名古屋駅発新宿駅経由東京駅行の新東名高速道路経由「新東名スーパーライナー新宿4号」が愛知県岡崎市の新東名高速道路を走行中、自動消火装置の警報音が鳴ったため、ミラーで後方を確認したところ火と煙が認められたため路肩へ緊急停車。消防による消火活動が行われたものの、バスは全焼した。乗客・乗務員は全員避難して無事。車両は2014年に投入されたばかりのエアロエースだった。[37]。

## 旅行センター
- 名古屋旅行センター（名古屋ターミナルビル内）

## インターネットにおける高速バス運行情報表示サービス
- 2012年3月末日まで、JRバス関東、西日本JRバスとの三社共同で、高速バス運行情報表示サイト「ジャストライド」を運営。
- 2012年4月より、「バスここ」に移行。